# رافی مانوکیان
رافی مانوکیان (ارمنی: Րաֆֆի Մանուկյան؛ انگلیسی: Rafi Manoukian؛ زادهٔ ۱۹۶۱) کارآفرین و سیاست‌مدار ارمنی‌تبار اهل ایالات متحده آمریکا است که بین سال‌های ۲۰۰۵ تا ۲۰۰۶ میلادی شهردار گلندیل بود. وی عضو حزب دموکرات می‌باشد.